# Irish coffee

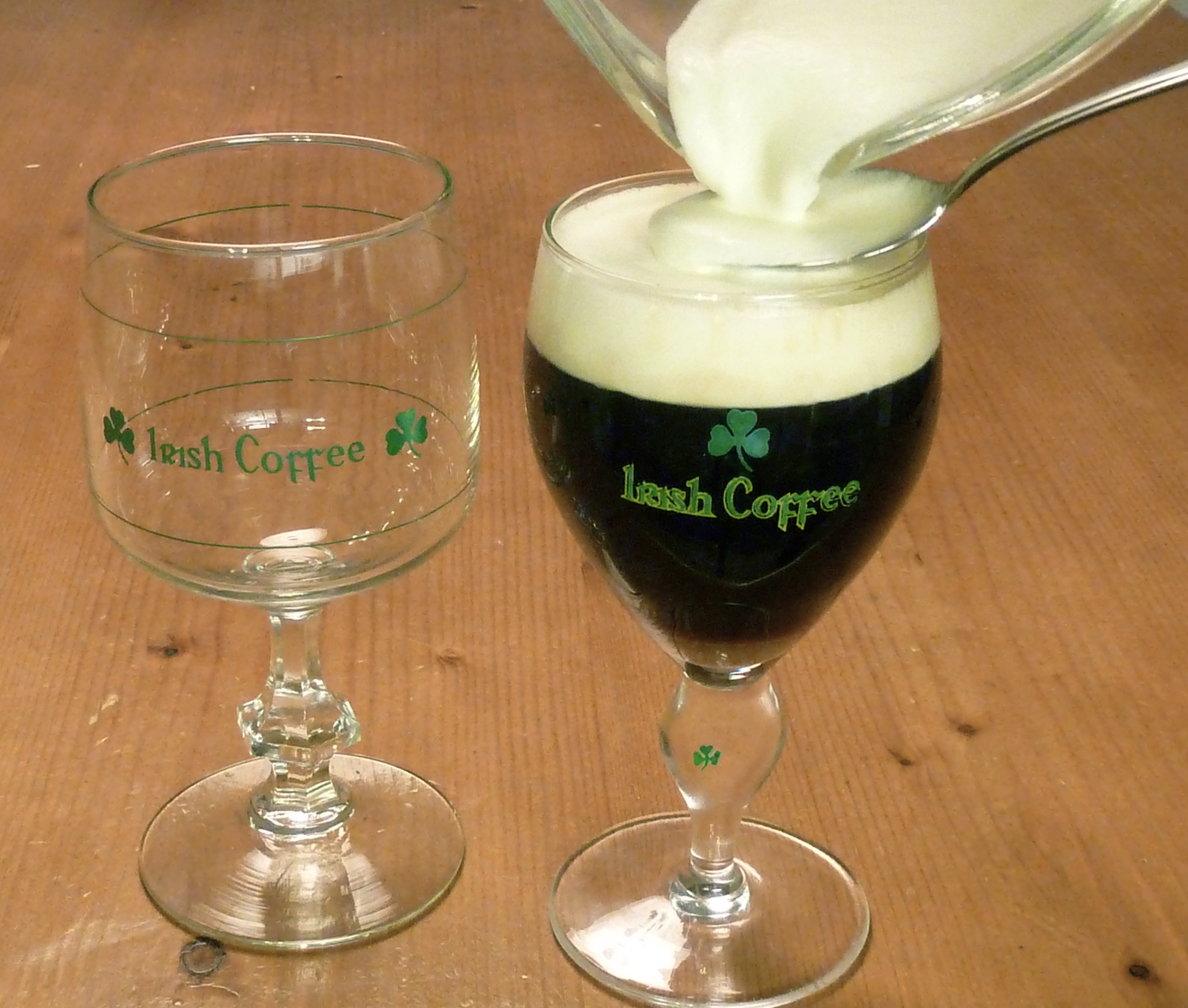
Irish coffee in een van de eerste glasmodellen. Links een nieuwere variant met maatverdeling.

Irish coffee (Ierse koffie) is een warme drank van koffie, Ierse whiskey en room.

## Geschiedenis
Volgens de verhalen is Irish coffee voor het eerst geschonken in 1942 door Joe Sheridan op het vliegveld in Foynes, wat de voorloper was van Shannon Airport in het westen van Ierland, in het graafschap Limerick. Sheridan zou enkele vermoeide passagiers koffie hebben geschonken met een scheutje whiskey erdoor en wat room erop, om ze wat op te peppen. Op de vraag of het Braziliaanse koffie was antwoordde Sheridan: "No, my friend, this is Irish coffee."
Deze eerste Irish coffees werden in bekers geserveerd. Vanaf de jaren 70 van de twintigste eeuw kwam het geharde Irish coffee-glas op de markt. Veel modellen hebben een maatverdeling.

## Ingrediënten
- bruine basterdsuiker
- Ierse whiskey
- sterke hete koffie
- ongezoete room, half geslagen zodat het nog schenkbaar is.

## Bereidingswijze
Een veel voorkomende manier om Irish coffee te bereiden is in een glas met maatverdeling.
- Schep wat suiker naar smaak in het glas.
- Voeg de whiskey toe tot aan de eerste maatlijn.
- Schenk de hete koffie erbij tot aan de tweede maatlijn. Roer een paar keer om.
- Laat de room voorzichtig op de koffie glijden tot het glas precies gevuld is. Dit kan met behulp van een lepel die vlak boven het oppervlak van de hete koffie gehouden wordt waarop de dunne koele room - bijvoorbeeld vanuit een maatbeker of schenkkom - geschonken wordt. Gedurende het schenken de lepel langzaam met het oppervlak van de room mee naar boven bewegen. De room mag niet in de koffie wegzakken.

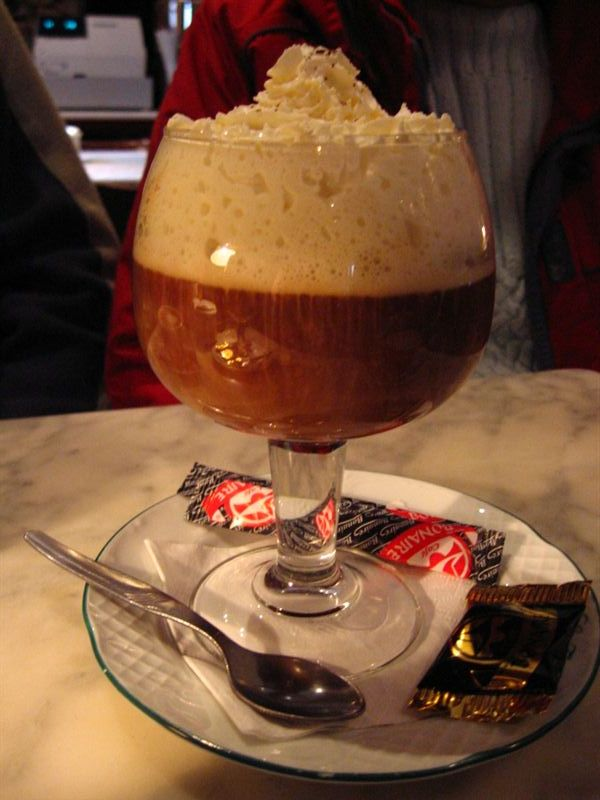
Het gebruik van slagroom uit een spuitbus is niet de bedoeling.

Indien in een glas geserveerd, is het de bedoeling de koffie “zwart” te houden. De room mag zich niet vermengen met de koffie. Het verplaatsen of uitserveren van een gevuld glas moet daarom voorzichtig gebeuren. Er wordt zodoende ook geen lepel bij gegeven. De sensatie is dat de hete sterke zwarte koffie onder de koele room vandaan gedronken wordt.
Slagroom uit een spuitbus, volledig stijf geslagen room alsmede met suiker gezoete room, blijft niet op de koffie liggen maar zakt door het oppervlak van de koffie heen.
Zeker wanneer er een beker voor de koffie gebruikt wordt, is het aan te bevelen deze voor te verwarmen. Dat kan bijvoorbeeld door het even met heet water te vullen en om te spoelen.

## Te kiezen whiskey
De whiskey die in de Irish coffee gebruikt wordt is Ierse whiskey. Vaak wordt Jameson of Bushmills gebruikt. Bij de Jameson-stokerij in Dublin wordt echter gemeld dat de Jameson zich door haar zachte smaak minder goed leent voor Irish coffee, en dat beter Paddy's (of Power's) gebruikt kan worden.